# Rabbia e onore
Rabbia e onore (Rage and Honor) è un film statunitense del 1992 diretto da Terence H. Winkless.

## Trama
L'insegnante di arti marziali Kris Fairchild e il poliziotto Preston Michaels si alleano per sconfiggere un boss della droga di nome Conrad Drago. L'impresa però non sarà facile, perché anche qualche poliziotto collega di Michaels è corrotto.

## Produzione e distribuzione
Il film è uscito in Francia nel maggio del 1992, mentre in Italia è stato trasmesso più volte in televisione sulle reti nazionali.